# Oresbius bipunctatus
Oresbius bipunctatus är en stekelart som först beskrevs av Otto Schmiedeknecht 1931.  Oresbius bipunctatus ingår i släktet Oresbius och familjen brokparasitsteklar. Inga underarter finns listade i Catalogue of Life.